# Burning at Both Ends
Burning at Both Ends es el tercer álbum de estudio del grupo de pop punk y hardcore melódico estadounidense Set Your Goals y el seguimiento de su álbum de 2009, This Will Be the Death of Us. El álbum saldrá a la venta el 27 de junio de 2011 y está disponible para pre-ordenarlo desde el sitio web de Epitaph.
La canción "Start the Reactor" fue tocada en los recitales del grupo considerablemente a finales de 2010, antes de que se lanzara una versión demo de la canción. El 4 de mayo de 2011, la banda publicó el lanzamiento de la canción "Exit Summer" en YouTube y ha anunciado la fecha de lanzamiento para el álbum y la lista de canciones. 
El 24 de mayo de 2011, Set Your Goals también lanzó su nuevo sencillo, "Certain", que se puede comprar a través de iTunes.

## Recepción
Burning at Both Ends recibió críticas generalmente positivas de la mayoría de los críticos. El sitio crítico de música "The 1st Five", dijo "Con una mezcla coherente de punk y pop, Set Your Goals ha dado a luz un gran seguimiento a This Will Be the Death of Us".

## Lista de canciones
| N.º | Título                     | Duración |  |
| 1.  | «Cure for Apathy»          | 2:22     |  |
| 2.  | «Start the Reactor»        | 2:42     |  |
| 3.  | «Certain»                  | 3:02     |  |
| 4.  | «Happy New Year»           | 3:16     |  |
| 5.  | «London Heathrow»          | 2:59     |  |
| 6.  | «Trenches»                 | 3:03     |  |
| 7.  | «The Last American Virgin» | 3:07     |  |
| 8.  | «Exit Summer»              | 2:25     |  |
| 9.  | «Unconditional»            | 3:26     |  |
| 10. | «Product of the 80's»      | 2:42     |  |
| 11. | «Raphael»                  | 3:12     |  |
| 12. | «Illuminated Youth»        | 2:48     |  |
| 13. | «Not as Bad»               | 18:53    |  |

Bonus Track Japón
| Epitaph Store Bonus Downloadable Song / Japanese Bonus tracks |             |          |  |
| N.º                                                           | Título      | Duración |  |
| 14.                                                           | «Calaveras» | 2:16     |  |

## Posición en las listas
| Lista (2011)                    | Posición |
| ------------------------------- | -------- |
| US Billboard 200                | 165      |
| US Billboard Independent Albums | 27       |
| US Billboard Rock Albums        | 43       |

## Personal

### Músicos
- Matt Wilson - vocales
- Jordan Brown - vocales, guitarra
- Audelio Flores Jr. - guitarra
- Daniel Codaire - guitarra rítmica
- Joe Saucedo - bajo
- Michael Ambrose - batería

### Producción y grabación
- Brian McTernan - productor
- Mike Green - productor
- Kyle Black - remezclas